# Comuna Ekerö
Ekerö (Ekerö kommun) este o comună din comitatul Stockholms län, Suedia, cu o populație de 26.355 locuitori (2013).

## Geografie

### Zone urbane
Lista celor mai mari zone urbane din comună (anul 2015) conform Biroului Central de Statistică al Suediei:
| Nr | Zona urbană           | Pop.   |
| -- | --------------------- | ------ |
| 1  | Ekerö                 | 11.505 |
| 2  | Stenhamra             | 3.588  |
| 3  | Parksidan și Solsidan | 944    |
| 4  | Tureholm              | 799    |
| 5  | Älvnäs                | 753    |
| 6  | Kungsberga            | 708    |
| 7  | Ölsta                 | 652    |
| 8  | Ekerö sommarstad      | 616    |
| 9  | Sundby                | 349    |
| 10 | Drottningholm         | 348    |

## Demografie
| \| Evoluția demografică în comuna Ekerö, 1970–2015 \| Evoluția demografică în comuna Ekerö, 1970–2015 \| Evoluția demografică în comuna Ekerö, 1970–2015 \| Evoluția demografică în comuna Ekerö, 1970–2015 \| Evoluția demografică în comuna Ekerö, 1970–2015 \| \| ----------------------------------------------------------------------------------------------------- \| ----------------------------------------------- \| ----------------------------------------------- \| ----------------------------------------------- \| ----------------------------------------------- \| \| An \| \| \| Locuitori \| \| \| 1970 \| 1970 \| \| 12594 \| 12594 \| \| 1975 \| 1975 \| \| 15081 \| 15081 \| \| 1980 \| 1980 \| \| 15927 \| 15927 \| \| 1985 \| 1985 \| \| 16534 \| 16534 \| \| 1990 \| 1990 \| \| 18785 \| 18785 \| \| 1995 \| 1995 \| \| 20866 \| 20866 \| \| 2000 \| 2000 \| \| 22266 \| 22266 \| \| 2005 \| 2005 \| \| 24010 \| 24010 \| \| 2010 \| 2010 \| \| 25410 \| 25410 \| \| 2015 \| 2015 \| \| 26984 \| 26984 \| \| Sursa: SCB - Statistika Centralbyrån, Folkmängd efter region, civilstånd, ålder och kön. År 1968–2016 \| \| \| \| \| |      |  |           |       |
| Evoluția demografică în comuna Ekerö, 1970–2015 |      |  |           |       |
| An |      |  | Locuitori |       |
| 1970 | 1970 |  | 12594     | 12594 |
| 1975 | 1975 |  | 15081     | 15081 |
| 1980 | 1980 |  | 15927     | 15927 |
| 1985 | 1985 |  | 16534     | 16534 |
| 1990 | 1990 |  | 18785     | 18785 |
| 1995 | 1995 |  | 20866     | 20866 |
| 2000 | 2000 |  | 22266     | 22266 |
| 2005 | 2005 |  | 24010     | 24010 |
| 2010 | 2010 |  | 25410     | 25410 |
| 2015 | 2015 |  | 26984     | 26984 |
| Sursa: SCB - Statistika Centralbyrån, Folkmängd efter region, civilstånd, ålder och kön. År 1968–2016 |      |  |           |       |